# Adolph von La Valette-St. George

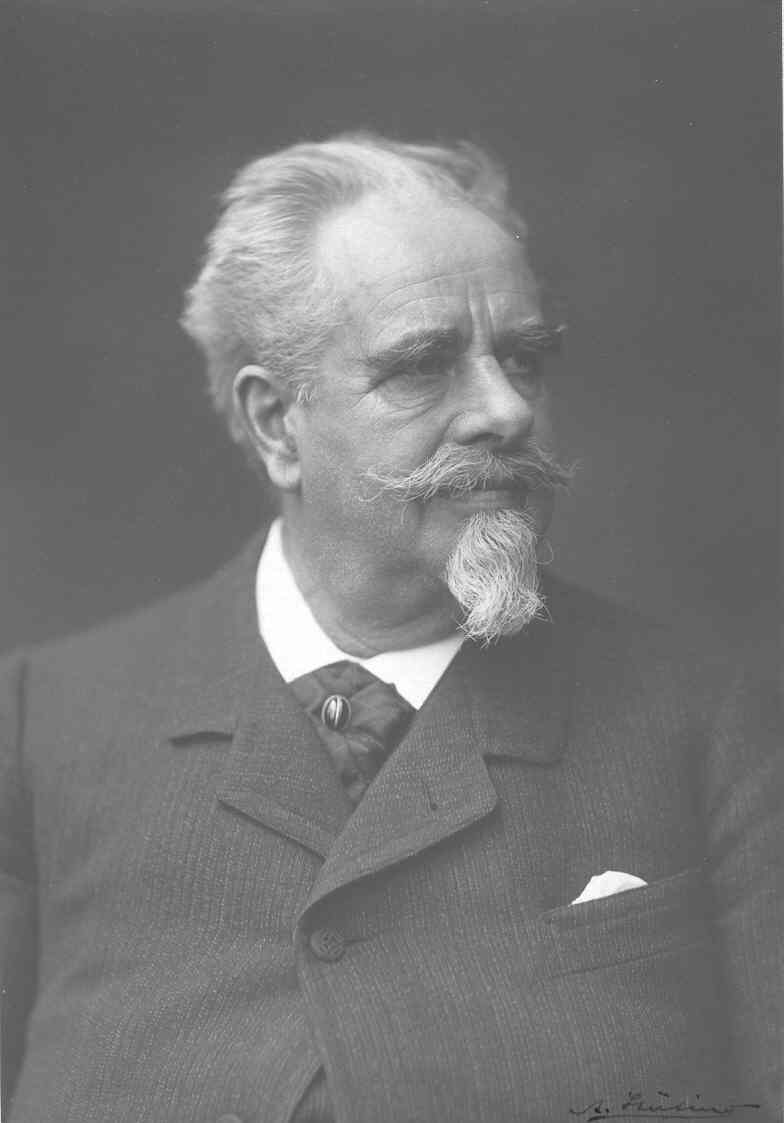
Adolph von La Valette-St. George.

Adolph von La Valette-St. George, född 14 november 1831 på Schloss Auel i Lohmar, död 29 november 1910 i Bonn, var en tysk friherre och anatom. 
La Valette-St. George var 1875–1907 professor i anatomi vid Bonns universitet. Bland hans många arbeten märks de om spermatogenesen och om flera lägre djurs ontogeni. Han inlade även betydande förtjänst om de tyska fiskerierna. Från 1875 var han en av redaktörerna för den mycket spridda facktidskriften "Archiv für mikroskopische Anatomie".